# Leikluoto (klippa)
Leikluoto är en ö i Finland. Den ligger i Skärgårdshavet och i kommunen Nådendal i den ekonomiska regionen  Åbo ekonomiska region i landskapet Egentliga Finland, i den sydvästra delen av landet. Ön ligger omkring 26 kilometer väster om Åbo och omkring 180 kilometer väster om Helsingfors.
Öns area är 3,5 hektar och dess största längd är 260 meter i sydväst-nordöstlig riktning. I omgivningarna runt Leikluoto växer i huvudsak barrskog. Runt Leikluoto är det ganska glesbefolkat, med 29 invånare per kvadratkilometer. Närmaste större samhälle är Nådendal, 12,5 km öster om Leikluoto.